# Wollle
Wollle ist eine Künstlergruppe, die sich neben der interaktiven Kunst auch dem Grafik-Design sowie dem Charakter-Design widmet. Die Gruppe ist seit 2003 aktiv und hat seither auf vielen verschiedenen Festivals ausgestellt. Schwerpunkte waren dabei vor allem die innovative Weiterentwicklung und Benutzung von Interfaces und die Thematik des Umweltschutzes.

## Mitglieder
Gegründet wurde die Gruppe von Timm Wilks, Harald Moser und Thorsten Kiesl im Jahr 2003. Sie haben sich aber immer um die Zusammenarbeit mit weiteren Künstlern und Kunstschaffenden bemüht. So wurden im Jahr 2006 auch Projekte mit dem Textil-Designer Steffan Prügelhuber (Herbst-Winter-Kollektion) und dem Videokünstler Sebastian Dietrich (Projekt „screampoint“, siehe unten) realisiert. 

## Wichtigste Ausstellungen

### 2006

#### Nature(Interaktive Installation)
Gezeigt am „Frühlingserwachen“ Linz und bei „Microstories Austria“, einer Ausstellung im Museum für Angewandte Kunst in Wien. Seit Januar 2007 befindet sich Nature in der Museumskollektion des Museums für angewandte Kunst (MAK) Wien.
Als philosophischer Begriff ist das, was natürlich (der Natur entstammend) und was  nicht natürlich ist, vom Verhältnis der Menschen zu ihrer Umwelt geprägt. In diesem  Zusammenhang steht „Umwelt“ für das „Nicht-Ich“, das außerhalb des Menschen ist. Die Installation nature visualisiert die Auswirkungen des Menschen auf die Natur. Dazu spiegelt eine Leinwand mit Hilfe eines Stilllebens das Verhalten der Zuschauer. Je nachdem, wie rücksichtsvoll und respektvoll diese sind, zeigt es Übergänge von einer blühenden zu einer verwelkenden Natur und umgekehrt.

#### serial_killah(Augmented-Reality-Game)
Gezeigt beim „Ars-Electronica-Festival 2006“, Linz
serial_killah ist ein Echtzeit-Computerspiel mit einer Touchscreen-Schnittstelle. Es bedient sich der Ästhetik einer Überwachungskamera, um reale und virtuelle Welten zu mischen und vergleichbar nebeneinander zu stellen. Dazu wird der Ausstellungsraum mit Hilfe einer Kamera „überwacht“. Das Bild wird in einer Ecke des Raumes live auf einem Monitor gezeigt, der eine Touchscreenoberfläche besitzt.
Der Benutzer kann nun auf einzelne Personen drücken, um diese zu „zerquetschen“. Man hört ein „pflatsch“ und die Person verschwindet unter einem großen Blutfleck. In guter alter Computerspielmanier wird der Blutfleck nach einiger Zeit langsam wieder unsichtbar, die Person, und zwar nur diese, bleibt jedoch bis zum erneuten Betreten des Raumes auf dem Überwachungsbild verschollen. 
Inhaltlich behandelt diese Arbeit einerseits die Manipulierbarkeit von Bildern, andererseits nimmt sie Stellung zu der immer wieder aufkommenden Diskussion der Unterscheidbarkeit von virtueller und realer Gewalt.

#### screampoint(Interaktiver Fotoautomat)
Gezeigt beim „Bitfilm-Festival 2006“ in Hamburg und beim „Ars-Electronica-Festival 2006“ in Linz.
Im Vergleich zu herkömmlichen Fotoautomaten, welche Passbilder und Porträtaufnahmen erstellen, verlangt screampoint kein Entgelt, sondern reagiert auf die Emotionen des Benutzers: Das äußere Erscheinungsbild des screampoint unterscheidet sich nicht wesentlich von einer Photobox, die in Bahnhöfen oder Einkaufszentren steht. Im Inneren läuft jedoch ein völlig anderer Prozess ab: Anstelle des üblichen Spiegels befindet sich ein Monitor, welcher das Porträt des Betrachters zeigt. Die Abbildung ist allerdings zunächst unscharf. Der einzige Weg dieses zu korrigieren, ist so laut wie möglich zu schreien. Im Kontrast zu dem normalerweise stillen Ort der Eitelkeit entsteht somit ein Platz des Spaßes, des lauten Lachens und des Schreiens. Bei Erreichen eines bestimmten Lautstärkepegels wird das Porträt scharf und abgespeichert (Idee und Konzept: Sebastian Dietrich).

### 2007

#### Garden of Eden(Hybrid-Art-Installation)
„Garden of Eden“ (GoE) besteht aus acht Podesten, welche mit einer luftdichten Plexiglaskuppel versehen sind. In den Kuppeln wächst Kopfsalat, der einer künstlichen Luftzirkulation ausgesetzt ist. Gleichzeitig sind die Podeste mit dem Internet verbunden. 
Aus diesem werden live die Daten der aktuellen Luftverschmutzung in den Hauptstädten der G7-Länder und Österreich gelesen. Diese Daten werden dazu benutzt, um in den Atmosphären der einzelnen Podeste die gleichen Schadstoffkonzentrationen zu bilden, wie sie aktuell in den Städten herrschen. Ziel ist es, mit den Pflanzen einen Indikator zu schaffen, der die weltweiten Emissionen verbildlicht.
Dabei macht die Ausstellungssituation der Podeste die Pflanzen zu Skulpturen, die in der Sprache der Natur über den Zustand der Natur sprechen.
Garden of Eden gewann eine Honorary Mention (lobende Erwähnung) in der Kategorie „Next Idea“ des „Prix Ars Electronica 2007“.

## Preise und Auszeichnungen
- Honorary Mention in der Kategorie „Next Idea“ des „Prix Ars Electronica 2007“